# Partenio (Eólida)
Partenio (en griego, Παρθένιον) era una antigua ciudad de Eólida.
Es citada por Jenofonte en la Anábasis donde señala que, en Pérgamo, la Expedición de los Diez Mil fue atacada, entre otras, por tropas de las ciudad de Partenio. Posteriormente, fue cerca de la ciudad de Partenio donde Jenofonte, al mando del ejército de los Diez Mil, capturó al persa Asidates.
Plinio el Viejo la cita entre las poblaciones que se encontraban en la región de Teutrania.